# Lake Wenatchee State Park
Der Lake Wenatchee State Park ist ein State Park in Washington.

## Beschreibung
Der Lake Wenatchee State Park erstreckt sich über 198 Hektar. Lake Wenatchee ist ein gletscher- und schmelzwassergespeister See, der sich im Wenatchee National Park auf den östlichen Hängen der Kaskadenkette im US-Bundesstaat Washington befindet. Der Park ist durch den Wenatchee River in den Nord- und Südpark geteilt.
Der Park bietet Camping und eine Vielzahl an Wasseraktivitäten, wie Fischen, Wasserski, Kayak fahren, Windsurfen, Schwimmen und Motorboot fahren an. Zudem gibt es Routen für Kletterer, Mountainbiker und Reiter, in den Wintermonaten auch für Langläufer, Hundeschlitten, Schneemobil und Eisklettern. Es gibt sogar eine nicht befestigte Landepiste für Kleinflugzeuge in der Nähe.